# Meghalaya
Meghalaya ("tărâmul norilor", din sanskrită megha „nor” + ā-laya „tărâm”) este un stat federal din nord-estul Indiei. Meghalaya a fost formată prin separarea a două districte din statul Assam: United Khasi Hills and Jaintia Hills și Garo Hills la 21 ianuarie 1972. În 2016, populația din Meghalaya era estimată la 3.211.474 de locuitori. Meghalaya are o suprafață de aproximativ 22.430 km², cu un raport lungime-lățime de aproximativ 3:1.
Statul se învecinează la sud cu diviziunile Mymensingh și Sylhet din Bangladesh, la vest cu diviziunea Rangpur din Bangladesh și la nord și est cu statul  Assam. Capitala Meghalayei este Shillong. În timpul guvernării britanice în India, autoritățile imperiale au supranumit-o „Scoția Orientului”. Spre deosebire de multe state indiene, în Meghalaya a domnit istoricește un sistem matriliniar în care descendența și averea se moștenesc prin femei; fiica cea mică moștenește toată averea și are grijă și de părinți.

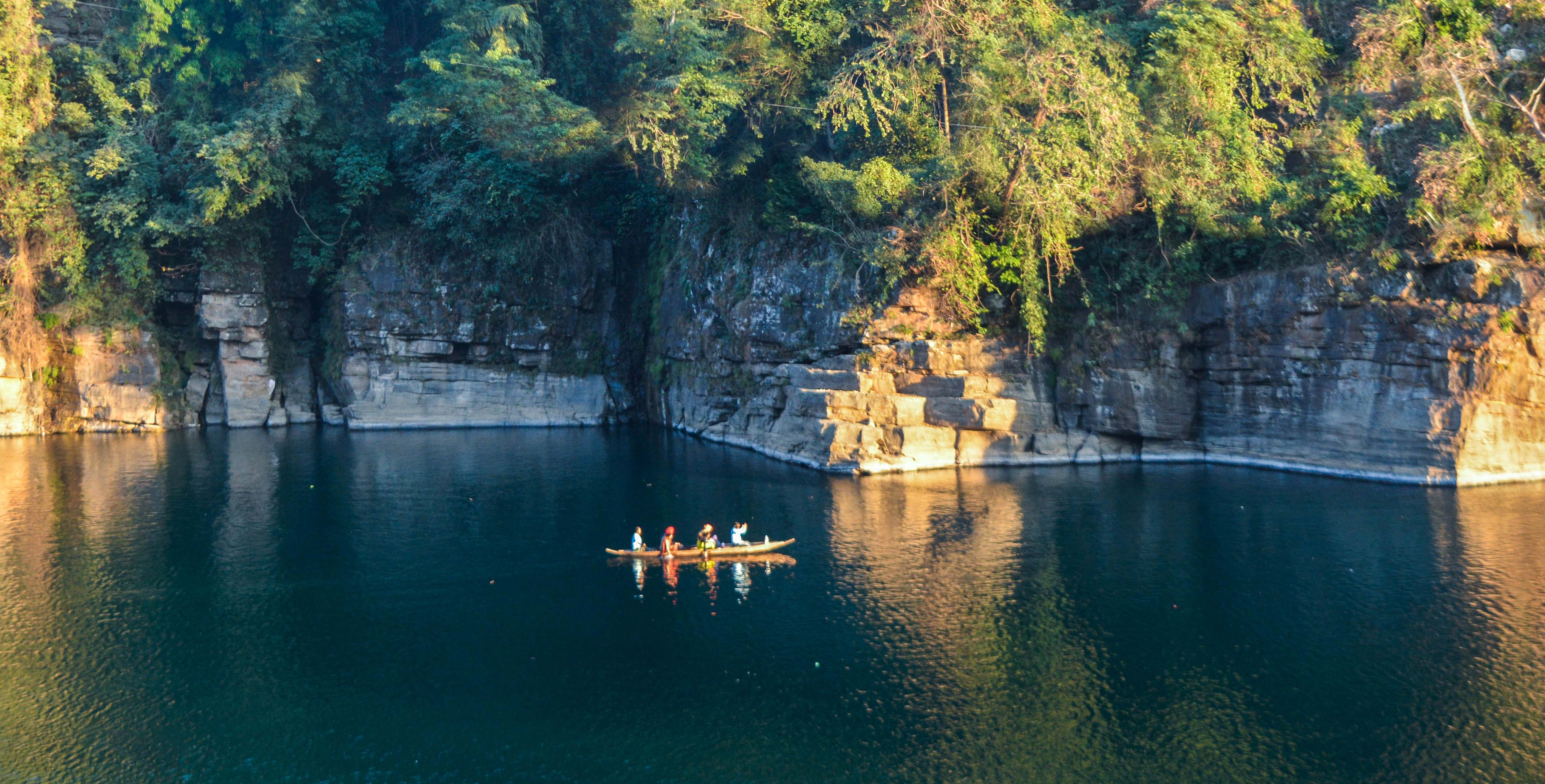
Râul Dawki

Statul este cea mai umedă regiune din India, cele mai umede zone din sudul colinelor Khasi înregistrând în medie 12.000 mm de ploaie pe an. Aproximativ 70% din teritoriu este împădurit. Statul cuprinde ecoregiunea pădurilor subtropicale din Meghalaya; pădurile sale montane sunt distincte de pădurile tropicale de câmpie din nord și sud. Pădurile se remarcă prin biodiversitatea lor în materie de mamifere, păsări și plante.

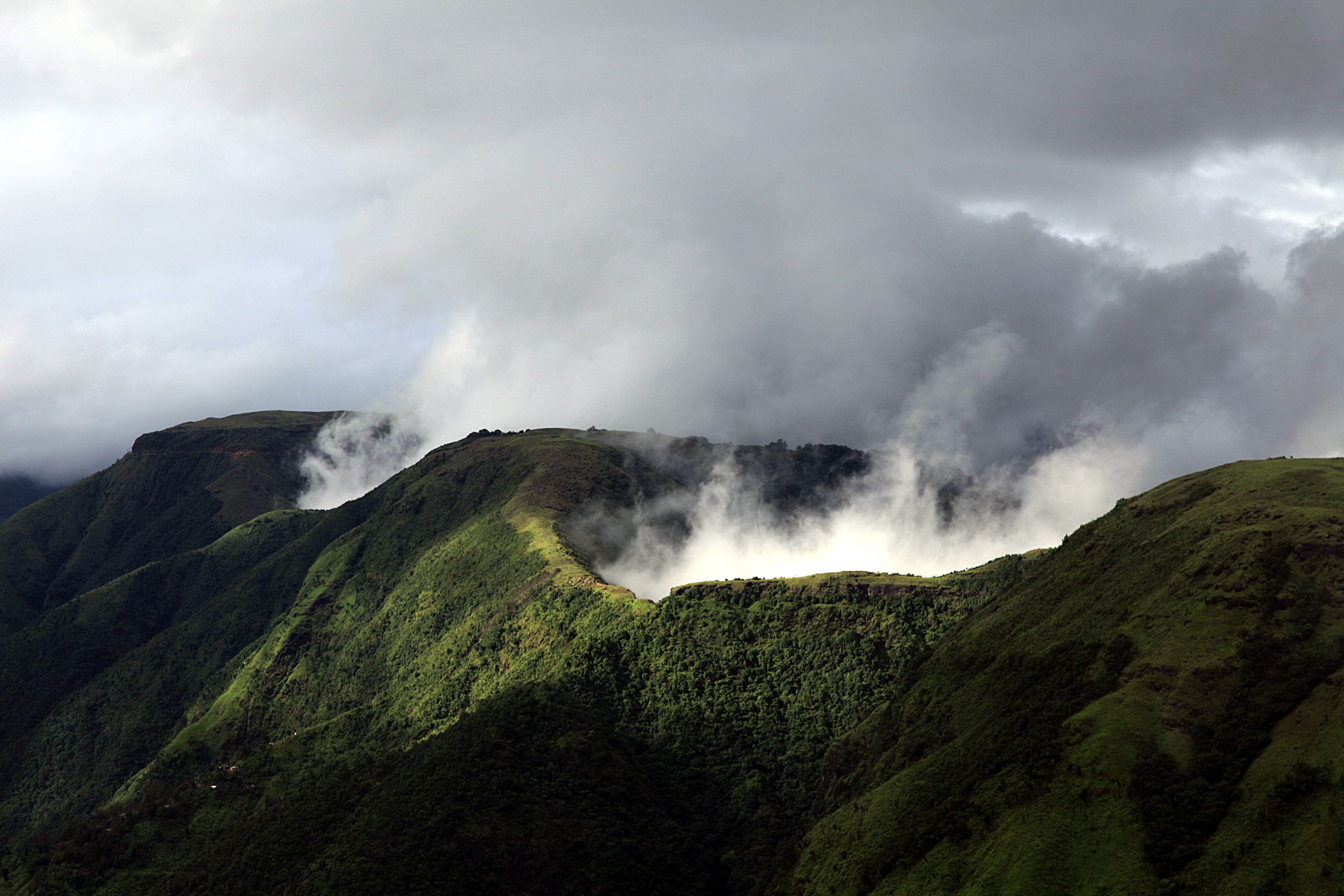
Peisaj montan în Laitmawsiang

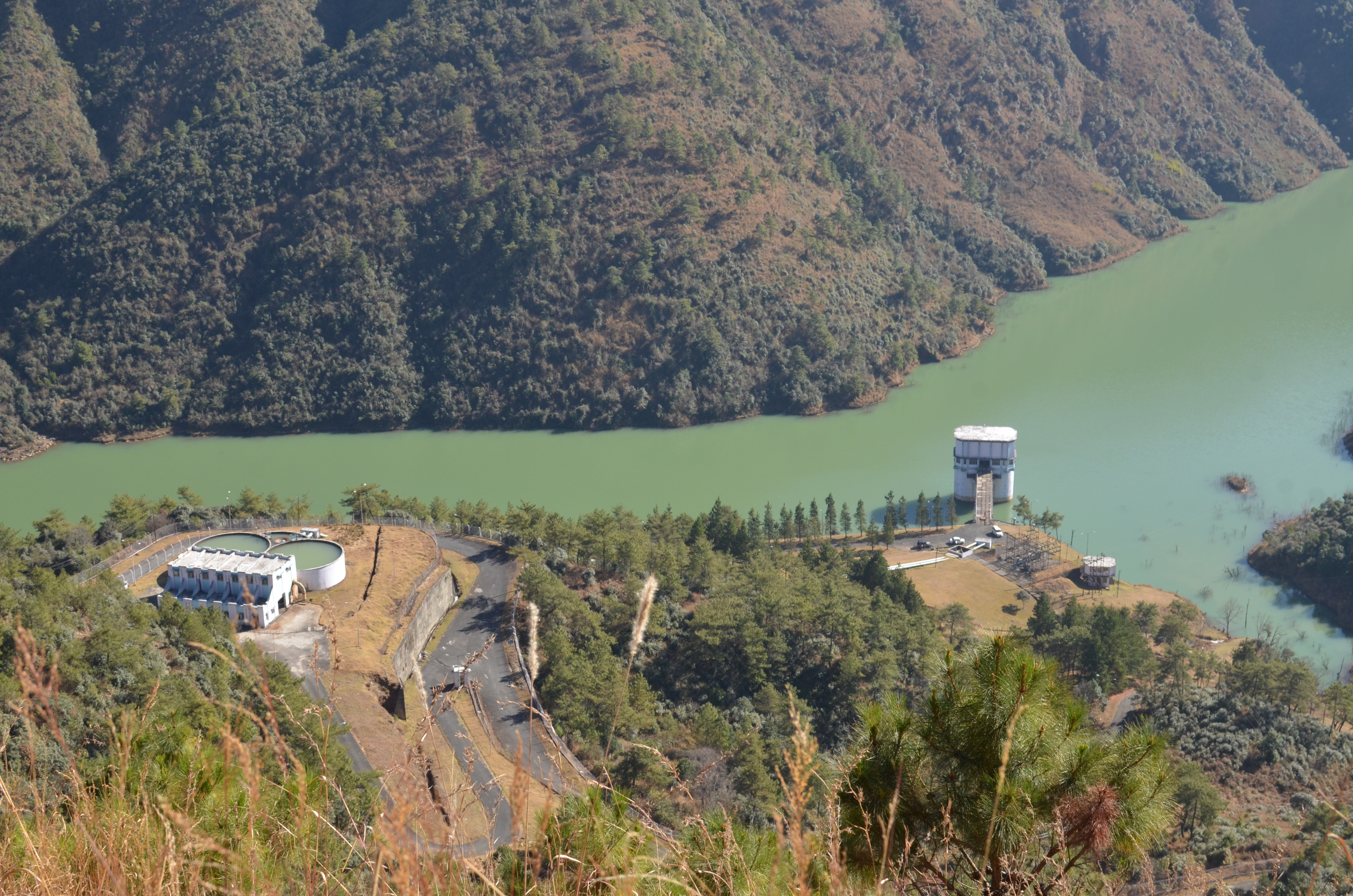
Lacul de acumulare Mawphlang

Meghalaya are o economie predominant agrară cu o industrie forestieră dezvoltată. Culturile importante sunt: cartoful, orezul, porumbul, ananasul, bananele, papaya, condimentele etc. Sectorul serviciilor este alcătuit din companii imobiliare și de asigurări. Produsul intern brut al statului Meghalaya în 2012 a fost estimat la 2,3 miliarde dolari americani în prețuri curente. Statul este bogat în resurse minerale, dar nu are o industrie extractivă semnificativă. Statul are aproximativ 1.170 km de autostrăzi naționale. Este, de asemenea, un important centru logistic privind comerțul cu Bangladesh.

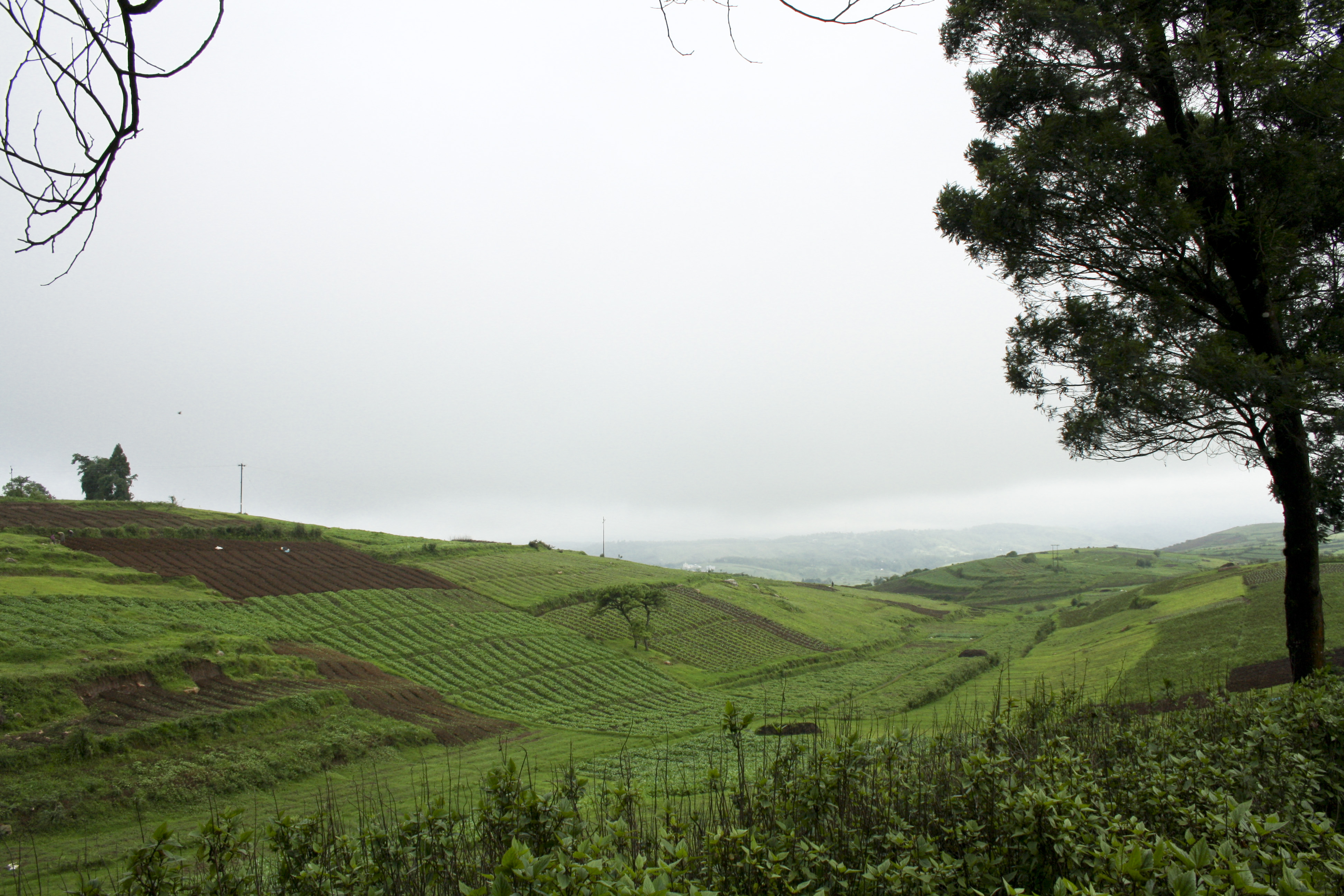
Plantație de ceai

În iulie 2018, Comisia Internațională pentru Stratigrafie a împărțit epoca holocenului în trei, iar holocenul târziu a fost numit etapa/vârsta meghalayană, dat fiind că un speleotem din peștera Mawmluh, indicând un eveniment climatic mondial din jurul anului 2250 î.Hr., fusese ales ca stratotip de graniță.
Membrii triburilor reprezintă majoritatea populației din Meghalaya. Poporul khasi este cel mai mare grup, urmat de poporul garo și apoi, de poporul jaintia. Acestea erau catalogate de britanici drept „ triburile colinelor”. Alte grupuri includ hajong, biat, koch și triburile înrudite rajbongshi, boro, dimasa, kuki, lakhar, tiwa (lalung), karbi, rabha și nepali. Limbă oficială este engleza.
Meghalaya este unul dintre cele trei state din India cu o majoritate creștină. Aproximativ 75% din populație practică creștinismul, prezbiterienii, baptiștii și catolicii fiind confesiunile cele mai numeroase. Religia unei persoane din Meghalaya este strâns legată de etnia acesteia. Aproape 90% din tribul garo și aproape 80% din khasi sunt creștini, în timp ce peste 97% din hajong, 98,53% din koch și 94,60% din rabha sunt hinduiști. 